# Micrambyx teocchii
Micrambyx teocchii là một loài bọ cánh cứng trong họ Cerambycidae.